# Pedro Instancio
Pedro Instancio fue un religioso castellano que ocupó el puesto de obispo de Ávila entre 1205 y 1213.
Aunque realmente estuvo más activo en el servicio al rey de Castilla, Alfonso VIII, durante su pontificado fundó la parroquia de San Bartolomé extramuros en el noreste de Ávila, coincidiendo con las fundaciones que hizo en la misma época Domingo de Guzmán. Se creyó antiguamente que había sido nombrado obispo en 1210, pero, de hecho, aparece como tal ya en documentos fechados en 1205. Como servidor de Alfonso VIII, aparece permanentemente en la Curia Real, y por la cantidad de documentos en los que se le menciona, seguramente tuvo una gran influencia en la corte. Realizó varios viajes con el monarca, entre ellos uno a Burdeos. Pedro de Instancio participó en la Batalla de Las Navas de Tolosa según consta en un documento del arzobispo de Toledo y en unos versos del poeta Cristóbal de Mesa. Instancio murió a consecuencia de las lesiones sufridas en la batalla. A cambio de la ayuda recibida y los servicios prestados a la Corona castellana, el rey Alfonso decidió dar a la ciudad de Ávila los términos parroquiales de la ribera del Tajo, Tiétar, Tormes y Alberche.